# Malvito
Malvito es un municipio situado en el territorio de la provincia de Cosenza, en Calabria (Italia).

## Demografía
| Gráfica de evolución demográfica de Malvito entre 1861 y 2001 |
|                                                               |
| fuente ISTAT - elaboración gráfica a cargo de Wikipedia       |

- Datos: Q53905
- Multimedia: Malvito / Q53905

1. ↑  Worldpostalcodes.org, código postal n.º 87010.
2. ↑  «Codici Catastali». Comuni-italiani.it (en italiano). Consultado el 29 de abril de 2017.